# Nirj Deva

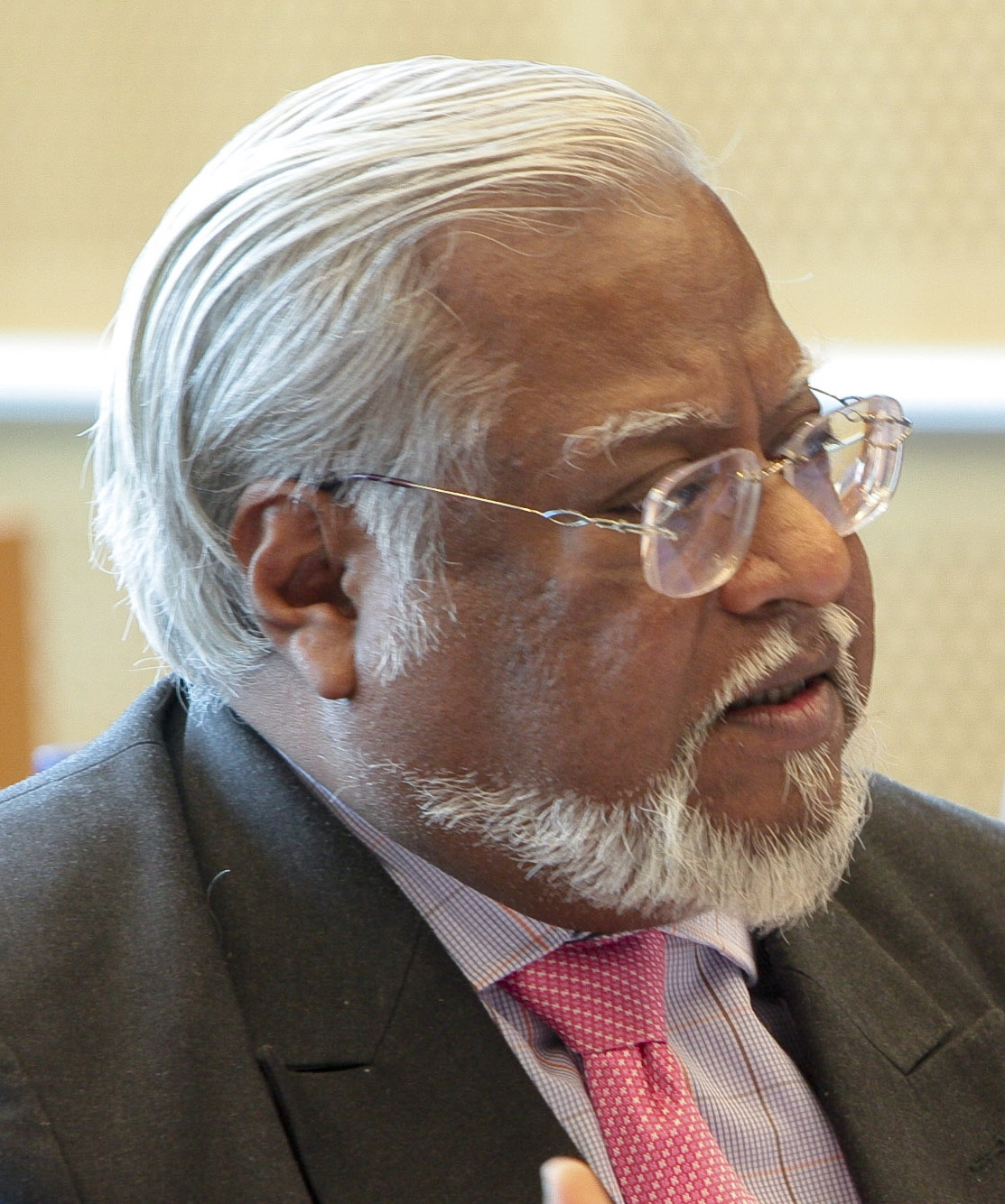
Nirj Deva

Nirj Deva (* 11. Mai 1948 in Colombo, Sri Lanka) ist ein britischer Politiker der Conservative Party.

## Leben
Deva entstammt einer katholischen Familie aus Sri Lanka und besuchte in Colombo das St.Joseph's College. Deva studierte an der Loughborough University in Loughborough, Leicestershire.
Vom 9. April 1992 bis 1. Mai 1997 war Deva als Nachfolger von Barney Hayhoe Abgeordneter im britischen Unterhaus. Die Wahlen von 1997 zum britischen Unterhaus verlor er gegen die Labour-Politikerin Ann Keen. Seit 10. Juni 1999 war Deva Abgeordneter im Europäischen Parlament.
Seit der Periode ab 2009 war Deva stellvertretender Vorsitzender im Entwicklungsausschuss und Mitglied im Unterausschuss für Menschenrechte und in der Delegation für die Beziehungen zu den Ländern Südasiens.
Deva ist verheiratet und hat einen Sohn.